# 懷特冰川
75°45′S 140°50′W / 75.750°S 140.833°W
懷特冰川（英語：White Glacier）是南極洲的冰川，位於瑪麗伯德地，最終在麥科伊山北面注入蘭德冰川，美國地質調查局根據測量和該國海軍的空中照片繪入地圖，現時由南極條約體系管理。